# Leptothorax reduncus
Leptothorax reduncus är en myrart som först beskrevs av Wang och Wu 1988.  Leptothorax reduncus ingår i släktet smalmyror, och familjen myror. Inga underarter finns listade i Catalogue of Life.